# Machaerium acutifolium
Machaerium acutifolium är en ärtväxtart som beskrevs av Julius Rudolph Theodor Vogel. Machaerium acutifolium ingår i släktet Machaerium och familjen ärtväxter.

## Underarter
Arten delas in i följande underarter:
- M. a. acutifolium
- M. a. clausseni
- M. a. enneandrum
- M. a. pseudacutifolium